# Gotland-klassen
Gotland-klassen er en klasse af moderne dieselelektriske angrebsubåde i den svenske flåde. De er de første ubåde i verden der er udstyret med Stirlingmotoren, som er et luftuafhængigt fremdrivningssystem, hvilket har gjort det muligt at forblive neddykket op til en måned uden at snorkle mod tidligere kun enkelte dage af gangen. Det har tidligere kun været muligt for atomdrevne ubåde at forblive neddykket så længe. Gotland-klassen er de mest moderne ubåde i Svenska marinen, og er i stand til at udføre opgaver såsom antiskibsoperationer, antiubådsoperationer, efterretningsoperationer, landsætning af specialstyrker samt minelægningsopgaver.
Skibet benytter et luftuafhængigt fremdrivningssystem (Air Independent Propulsion eller AIP) hvilket giver en ekstremt lav støjsignatur samtidigt med et moderne kampinformationssystem gør ubådene i klassen i stand til at udføre de førnævnte opgaver. Øget automatisering og udstrakt brug af computere gør skibet i stand til at udføre komplekse opgaver med en forholdsvis lille besætning, hvilket giver god forhold for besætningen og lavere operationsomkostninger.
| Navn    | Kølen lagt        | Søsat              | Indgået           | Skæbne     | Kaldesignal |
| ------- | ----------------- | ------------------ | ----------------- | ---------- | ----------- |
| Gotland | 20. november 1992 | 2. februar 1996    | 2. september 1996 | I tjeneste | SHWD        |
| Uppland | 14. januar 1994   | 9. februar 1996    | 1. maj 1997       | I tjeneste | SDYQ        |
| Halland | 21. oktober 1994  | 27. september 1996 | 1. oktober 1997   | I tjeneste | SFOM        |

## Eksterne links
- US Navy leaser HMS Gotland (engelsk)
- Thelocal.se US Navy fortsætter jagten på svensk ubåd (engelsk)
- Kockums: Gotland-klassen Arkiveret 18. april 2008 hos  Wayback Machine (engelsk)
- Naval Technology: Gotland-klassen (engelsk)